# Regosol

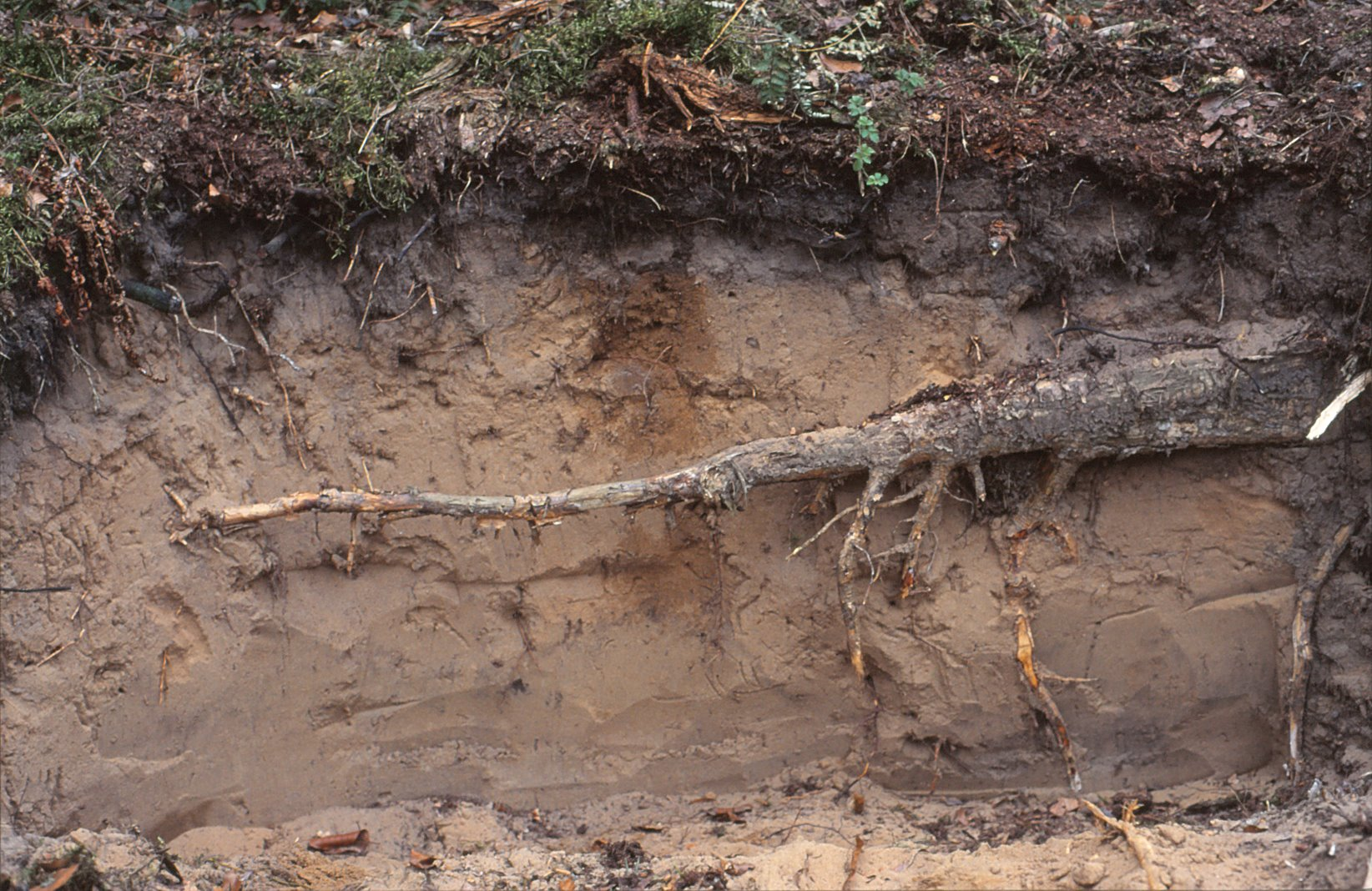
Regosol mit beginnender Podsolierung (Aeh-C) auf Flugsanddüne der Niederterrasse bei Rastatt.

Ein Regosol (von griech: "rhegos" = Decke, bedecken) ist ein flachgründiger Boden, der sich in einem frühen Stadium der Bodenentwicklung auf kalkfreiem bis kalkarmem Lockermaterial bildet; dies ist klassischerweise Sand. Der Bodentyp weist zwei Horizonte auf und wird in der deutschen Bodensystematik in die Klasse R (A/C-Böden) eingeteilt. Seine Abkürzung lautet RQ.
In der World Reference Base for Soil Resources (WRB) gibt es eine Referenzbodengruppe, die ebenfalls Regosol genannt wird, aber etwas anders definiert ist und teilweise Böden umfasst, die in der deutschen Systematik zu den Lockersyrosemen, den Pararendzinen und den Rendzinen gehören.

## Entstehung und Verbreitung
Sand ist das klassische Ausgangsmaterial für Regosole, da andere kalkarme bis kalkfreie Lockermaterialien äußerst rar sind. Wenn dieser an der Oberfläche ansteht, so liegt vorerst nur ein Horizont („reiner Sand“) vor. Sobald sich eine Besiedlung mit Pflanzen einstellt, kommt es zur Bildung von Humus, so dass sich an der Oberfläche ein zweiter Horizont („humoser Sand“) bildet. Dieses Anfangsstadium wird als Lockersyrosem bezeichnet. Sobald der humose Horizont eine Mächtigkeit von über 2 cm erreicht, ist der Boden ein Regosol. Damit ist die Bodenentwicklung aber nicht abgeschlossen. Im weiteren Verlauf kommt es durch die Verwitterung zur Verbraunung und Verlehmung, so dass sich ein B-Horizont bildet und das Folgestadium erreicht wird (nährstoffarme Braunerde). Am Ende der Bodenentwicklung steht der Podsol.
In Mitteleuropa kommen Regosole nur auf jungen Oberflächen vor, da sie sich im Zug der Bodenentwicklung relativ schnell zu Braunerden und Podsolen weiterentwickeln. Längerfristige oder gar dauerhafte Regosole gibt es nur auf erosionsanfälligen Standorten. Das sind in erster Linie Küstendünen im Stadium der Graudüne. Darüber hinaus sind Regosole heutzutage aufgrund menschlicher Tätigkeit allgemein weit verbreitet. In erster Linie auf erodierten Flächen durch unangepasste Nutzung. Auch Materialverlagerungen im Zuge des Tiefbaus oder Truppenübungsplätze mit sandigem Untergrund können genannt werden.
Weltweit sind Regosole in Trockengebieten mit sandigen Wüsten und Halbwüsten weit verbreitet. Dort sind sie wegen der geringen Biomasseproduktion und der ständigen Winderosion auch häufig das Endstadium der Bodenbildung.

## Horizontierung
Der Regosol besitzt laut Deutscher Bodensystematik die Horizontierung Ah/ilC.
- Ah: Der Oberbodenhorizont (A) ist humos (h). Er besitzt eine Mächtigkeit von mindestens 2 cm und maximal 40 cm (durchschnittlich 10–20 cm). Unter landwirtschaftlicher Nutzung kann auch die Bezeichnung Ap (p = gepflügt) vorkommen.
- ilC: Das Ausgangsmaterial (C) ist locker (l) und kalkarm bis kalkfrei (i = silikatisch; ≤ 2 Gew.% Kalk). In der Regel handelt es sich um Sand. Das Material ist weitgehend unverwittert und muss eine Mächtigkeit von mindestens 30 cm haben.

## Eigenschaften
Sand kann kaum Wasser und Nährstoffe speichern. Davon ausgehend sind Regosole Risikostandorte für Trockenstress und Nährstoffmangel. Wegen des Einzelkorngefüges von Sand ist das Material sehr erosionsanfällig. Vorteile von Sand sind eine gute Bearbeitbarkeit, Durchwurzelbarkeit, Durchlüftung und Erwärmbarkeit. Der pH-Wert kann stark schwanken. Auf den meisten Sanden sind sie sehr niedrig; nur an Küsten wegen der Muschelschalen sehr hoch. Durch die niedrige Nährstoffhaltefähigkeit von Sand kommt es aber zu einer schnellen Entkalkung, so dass die Werte mit der Zeit sinken.

## Nutzung
Regosole sind prinzipiell landwirtschaftlich nutzbar. Wegen der Eigenschaften des sandigen Ausgangsmaterials (Nährstoffarmut, niedrige pH-Werte, Erodierbarkeit und geringen Wasserhaltefähigkeit) sind die Ertragserwartungen aber gering und unsicher. Im Anbau befinden sich Kulturen mit geringen Ansprüchen (Roggen), solche die lockere, warme Böden bevorzugen (Spargel, Kartoffeln) oder Generalisten (Mais). Mögliche Maßnahmen zur besseren Ackernutzung sind z. B. Bewässerung, regelmäßige und angepasste Düngung oder Humusanreicherung durch Organische Düngung (Verbesserung der Haltekapazität von Nährstoffen und Wasser). Insbesondere der Erosionsschutz muss beachtet werden, vor allem wenn der vorliegende Regosol erst durch Erosion entstanden ist.
Sandböden werden in Mitteleuropa oft forstwirtschaftlich genutzt (Kiefern).
In den Dünengebieten der Küsten ist eine Nutzung weder möglich noch zweckmäßig. Der Dünengürtel ist wichtig für Natur- und Küstenschutz.

## Andere Ah/C-Böden
Neben dem Regosol gehören noch drei weitere Bodentypen in die Klasse der Ah/C-Böden, die sich diagnostisch vor allem im Kalkgehalt des Ausgangsmaterials unterscheiden:
- Die Pararendzina entsteht auf mergeligem Material (Carbonatgehalt > 2 Masse-% und < 75 Masse-%). Meist handelt es sich um Lockergesteinsmaterialien wie Löss.
- Der Ranker bildet sich ebenfalls auf kalkarmem oder -freiem Material (Carbonatgehalt ≤ 2 Masse-%). Allerdings muss es sich hier um Festgestein handeln.
- Die Rendzina liegt auf kalkreichen Materialien (Carbonatgehalt ≥ 75 Masse-%) wie Kalkstein oder Gips.